# Municipio de Jackson (condado de Gentry)
El municipio de Jackson (en inglés: Jackson Township) es un municipio ubicado en el condado de Gentry en el estado estadounidense de Misuri. En el año 2010 tenía una población de 1425 habitantes y una densidad poblacional de 7,2 personas por km².

## Geografía
El municipio de Jackson se encuentra ubicado en las coordenadas 40°6′4″N 94°31′42″O / 40.10111, -94.52833. Según la Oficina del Censo de los Estados Unidos, el municipio tiene una superficie total de 197.91 km², de la cual 197,47 km² corresponden a tierra firme y (0,22 %) 0,44 km² es agua.

## Demografía
Según el censo de 2010, había 1425 personas residiendo en el municipio de Jackson. La densidad de población era de 7,2 hab./km². De los 1425 habitantes, el municipio de Jackson estaba compuesto por el 98,53 % blancos, el 0,07 % eran afroamericanos, el 0,07 % eran amerindios, el 0,28 % eran asiáticos, el 0,14 % eran de otras razas y el 0,91 % eran de una mezcla de razas. Del total de la población el 0,77 % eran hispanos o latinos de cualquier raza.